# Fecht
Fecht er en godt 49 km lang biflod til Ill i Munstertal, i det franske departement Haut-Rhin. Den løbet i nordøstlig retning.

## Geografi

### Grande Fecht
Grande Fecht opstår ved sammenløb af Schweiselrunz (1,8 km) og Salzbach nordøst for Schweiselwald. Dalsystemet omkring floden blev skabt af gletsjere i den sidste istid.
Bifloder
Pfahlrunz (venstre, 2,0 km), Troeselrunz (højre, 2,6 km), Saurunz (højre, 1,6 km), Kolbenfecht (venstre, 4,6 km), Giesenbachrunz (højre), Wormsabachrunz (venstre, 4,1 km), Breitenbachrunz (højre, 3,2 km), Furch (højre, 5,2 km)

### Fecht
Fecht har sit udspring øst for Fauchenkopf og flyder efter en strækning på 7,3 km sammen med den ikke meget større Grande Fecht ved Metzeral.

### Petite Fecht
Petite Fecht udspringer fra flere stejle dalkedler mellem Hohneck og Col de la Schlucht. Den har en længde på 11 km og løber ved byen Munster sammen med Grande Fecht.
Bifloder
Schluchtrunz (venstre), Altenbach (højre), Michelbach (højre)

## Eksterne kilder
- Wikimedia Commons har flere filer relateret til Fecht
- Débits caractéristiques de la Fecht Arkiveret 5. april 2016 hos  Wayback Machine (fransk) PDF